# Papaja
Papaja (karika, lat. Carica), biljni rod iz porodice papajevki. Rodu je nekada pripadalo dvadesetak vrsta, ali su gotovo sve prebačene u rod Vasconcellea.
Danas postoje četiri vrste u njemu.

## Vrste
1. Carica aprica V.M.Badillo
2. Carica augusti Harms
3. Carica cnidoscoloides Lorence & R.Torres
4. Carica papaya L.
5. Carica chilensis (Planch.) Solms je sinonim za Vasconcellea chilensis Planch.